# Spathius turneri
Spathius turneri är en stekelart som beskrevs av Nixon 1943. Spathius turneri ingår i släktet Spathius och familjen bracksteklar. Inga underarter finns listade i Catalogue of Life.